# Batushka
Batushka (também estilizado como БАТЮШКА) é uma banda polonesa de black metal formada por Krzysztof Drabikowski. As músicas e letras da banda são escritas na língua eslava eclesiástica antiga e são inspiradas nas Igrejas Ortodoxas do Leste Europeu. Os membros da banda usam vestes que preservam suas identidades.

## História
O Batushka foi formado em Białystok, Polónia em 2015 pelo multi-instrumentista Krzysztof Drabikowski em seu estúdio caseiro. Ele teve a ideia de misturar black metal e música litúrgica tradicional após ler um comentário em um vídeo de música litúrgica que dizia "Estes hinos litúrgicos são mais metal do que qualquer black metal satânico por aí". Por vários meses em 2015, Drabikowski compôs, gravou e produziu aquelas que seriam as músicas do primeiro álbum da banda. Além disso, ele também pintou a capa do álbum. Algum tempo depois, ele resolveu chamar seu amigo baterista, Marcin Bielemiuk, para regravar as músicas em seu estúdio. Em julho de 2015, Drabikowski chamou Bartłomiej Krysiuk para gravar os vocais. Nos meses seguintes, Drabikowski convenceu seus amigos à manterem a identidade dos membros da banda no anonimato. A banda lançou o single "Yekteniya IV" em novembro de 2015 para promover o álbum "Litourgiya" que foi lançado em dezembro. O álbum foi bem recebido pela crítica, sendo nomeado por alguns sites, como um dos melhores álbuns de metal do ano. Além do sucesso de críticas, o álbum também foi um sucesso comercial na Polónia. Com o sucesso do álbum, a banda começou uma turnê, passando por vários festivais europeus. A formação da banda ao vivo consiste de 8 integrantes. Alguns concertos que deveriam ocorrer na Rússia e Belarus foram cancelados após protestos da comunidade religiosa local. Em 2016 a banda se juntou às bandas Behemoth e Bölzer em uma turnê chamada "The Republic of the Unfaithful". Em 2017 a banda se apresentou em festivais como o Wacken Open Air e Brutal Assault. Em outubro de 2017, a banda assinou um contrato com a gravadora Metal Blade Records nos Estados Unidos, fazendo com que o álbum "Litourgiya" fosse relançado ao redor do mundo, porém o contrato e o re-lançamento do álbum foram feitos sem o conhecimento do criador da banda, Krzysztof Drabikowski

### A separação da banda
Em 23 de dezembro de 2018, Drabikowski anunciou através do Instagram oficial da banda, que ele havia decidido "despedir" o vocalista Bartłomiej Krysiuk. No mesmo post, ele também disse que "houve tentativas de roubar a banda de mim" e que o próximo álbum da banda, não contaria com Krysiuk nos vocais. Na semana seguinte o post foi removido e em um novo post, a banda comunicou que "Drabikowski não iria mais participar das atividades da banda a partir de 2019" e que ele não mais tinha acesso às redes sociais da banda. Pouco tempo depois, Drabikowski postou um vídeo no YouTube, dizendo que Krysiuk estava pressionando ele para que o novo álbum da banda fosse lançado, mesmo com a insatisfação de Drabikowski, e que, quando ele discordou, Krysiuk contratou músicos para produzir um novo álbum. No mesmo vídeo ele afirmou que iria processar Krysiuk. Em maio de 2019, Drabikowski disse que devido ao processo, Krysiuk não poderia lançar nenhum material ou fazer turnês com o nome "Batushka". Em 13 de maio de 2019 Drabikowski lançou um single do próximo álbum da banda e em 27 de maio, lançou o álbum "Panihida" que foi muito bem recebido pela critica. Em 12 de julho, Krysiuk lançou o álbum "Hospodi" sob o nome de БАТЮШКА. O álbum lançado por Krysiuk recebeu criticas mistas dos críticos musicais, e criticas negativas dos fãs da banda.

## Membros
Antes da separação da banda
- Bartłomiej Krysiuk (vocal)
- Krzysztof Drabikowski (guitarra)
- Paweł Wdowski (guitarra)
- Artur Grassmann (baixo)
- Marcin Bielemiuk (bateria)

БАТЮШКА (versão Derph)
- Lech (vocais) (2019-presente)
- Patryk G. (backing vocals) (2018-presente)
- Jatzo (bateria) (2018-2019) (2019-presente)

## Discografia

### Álbuns de estúdio

#### Batushka
- Hospodi (2019)
- Raskol (2020) - compilação
- Maria (2022) - compilação

#### БАТЮШКА
- Litourgiya (2015)
- Panihida (2019)